# کارنگشویتسه
کارنگشویتسه (به لهستانی:  Karnieszewice) یک روستا در لهستان است که در گمینا شانوو واقع شده‌است.
 کارنگشویتسه  ۳۰۰ نفر جمعیت دارد.